# Madrid Open 2002
Il Madrid Open 2002 è stato un torneo di tennis giocato sulla terra rossa. È stata la 7ª edizione del torneo, che fa parte della categoria Tier III nell'ambito del WTA Tour 2002. Si è giocato a Madrid in Spagna, dal 20 al 25 maggio 2002.

## Campionesse

### Singolare
Monica Seles ha battuto in finale  Chanda Rubin con il punteggio di 6–4, 6–2

### Doppio
Martina Navrátilová /  Nataša Zvereva hanno battuto in finale  Rossana de los Ríos /  Arantxa Sánchez Vicario con il punteggio di 6–2, 6–3